# Triin Soomets

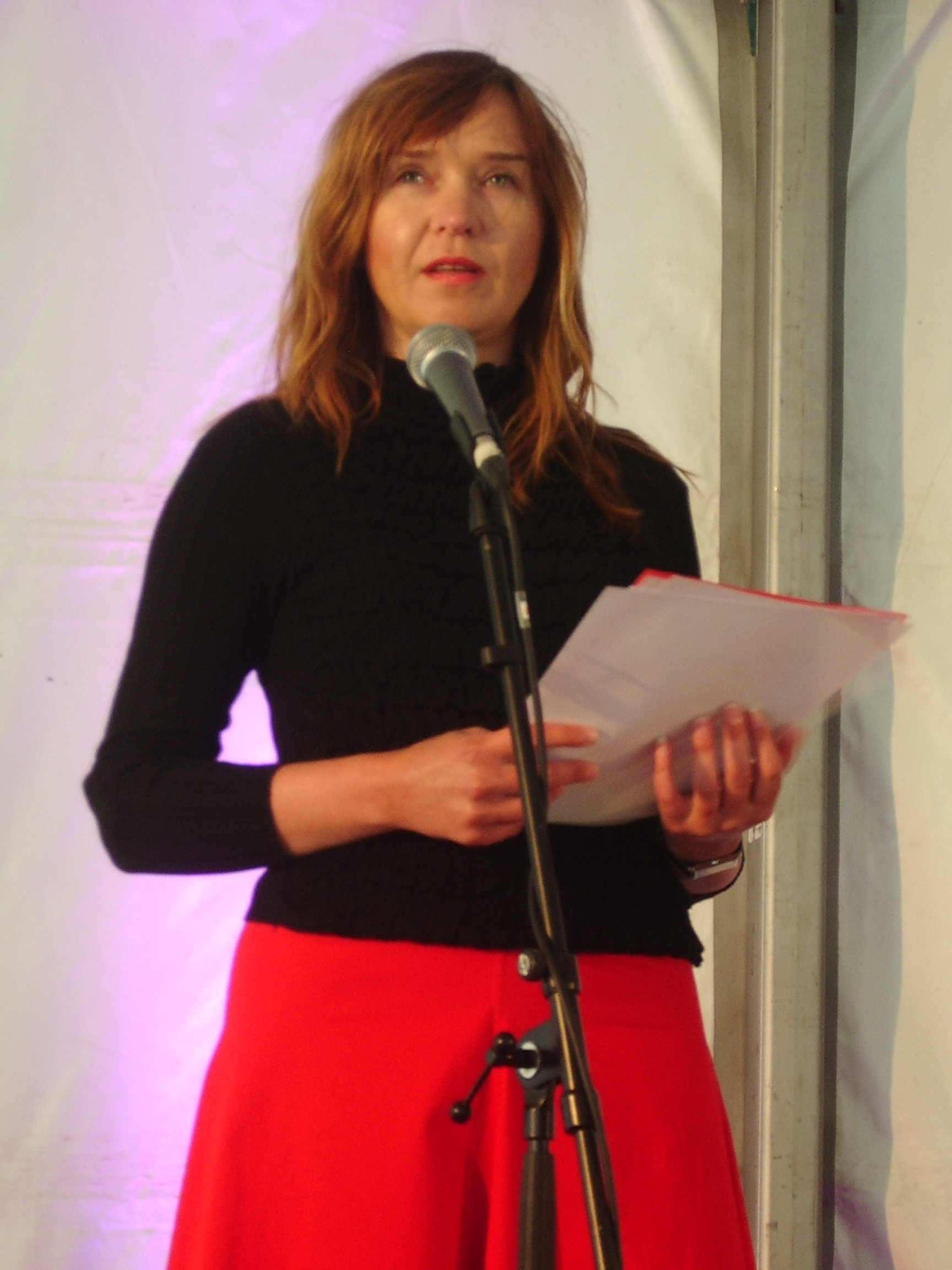
Triin Soomets auf dem Tallinner Literaturfestival, 15. Mai 2009

Triin Soomets (* 2. März 1969 in Tallinn, Estnische SSR) ist eine estnische Lyrikerin.

## Leben und Werk
Triin Soomets schloss 1994 ihr Studium der estnischen Philologie an der Universität Tartu ab. Schon während ihrer Studienzeit schrieb sie Gedichte. Sie erschienen erstmals 1990 in einer „Kassette“ gemeinsame mit anderen estnischen Nachwuchsautoren, die alle zwischen 1969 und 1974 geboren worden waren. Der Erfolg war so groß, dass Soomets seit einigen Jahren als freischaffende Lyrikerin tätig ist. 1999 trat sie dem Estnischen Schriftstellerverband bei.
Triin Soomets ist derzeit eine der bekanntesten zeitgenössischen Lykerinnen Estlands. Oft tritt sie gemeinsam mit den vier jüngeren estnischen Dichtern Karl Martin Sinijärv, Asko Künnap, Elo Viiding und Jürgen Rooste auf. Ihre Gedichte sind teils leidenschaftlich-weiblich, teils symbolistisch, teils neoromantisch. Sie sind oft rhythmisch und voller Bewegung. Inhaltlich lässt ihre Lyrik großen Spielraum für Interpretationen. In ihr spiegeln sich Anklänge an Lorca und Baudelaire wider.
Triin Soomets ist auch als Übersetzerin ins Estnische hervorgetreten, unter anderem von Rainer Maria Rilke und Anne Peer. Regelmäßig schreibt Triin Soomets für die estnischen Kulturzeitungen Looming und Vikerkaar.

## Gedichtsammlungen
- Sinine linn (1991)
- Randmes unejanu (1994)
- Janu masinas (1994)
- Pidurdusjälg (1999)
- Soon (Auswahlsammlung der Gedichte 1989–1999; 2000)
- Leping nr 2 (2004)
- Toormaterjal (2004)
- Väljas (2006)
- Varjatud ained (2009)
- Asjade omadused (2013)
- Hulgakesed (2015)
- Valitud omadused. Valitud luulet 1990–2015 (Auswahlsammlung der Gedichte 1990–2015; 2016)
- Vaba raha (2017)
- Armukesed. Luulet 2017–2018 (2017)
- Pind ajajoone all. Luulet 2019–2021 (2021)

## Übersetzungen ins Deutsche
Auf Deutsch sind Gedichtproben erschienen in:
- Estonia 2004, S. 50 („Vergiß jetzt, was als Leben hat gegolten...“), übersetzt von Cornelius Hasselblatt.
- Estonia 2007, S. 255–261, übersetzt von Gisbert Jänicke.
- Grand Tour. Reisen durch die junge Lyrik Europas. Im Auftrag der Deutschen Akademie für Sprache und Dichtung herausgegeben von Federico Italiano und Jan Wagner. München: Carl Hanser 2019, S. 460 („Lakai, die Stiefel glänzen dir“), übersetzt von Cornelius Hasselblatt.